# Armin Aganovic
Armin Aganovic, född 6 april 1994, är en svensk fotbollsspelare som spelar för Kristianstad FC.

## Karriär
Aganovic moderklubb är Åsums BK. Han spelade 13 matcher och gjorde fem mål för klubben i Division 4 2011. Inför säsongen 2012 gick Aganovic till Mjällby AIF, där det till en början blev spel i juniorlaget. Säsongen 2013 var Aganovic avbytare i 15 matcher för Mjällby i Allsvenskan, dock utan att få spela något.
I januari 2014 lånades han ut till Division 1-klubben Kristianstads FF. Det blev en lyckad utlåning för Aganovic som gjorde sju mål på 24 ligamatcher och vann klubbens interna skytteliga från en mittbacksposition. Inför säsongen 2015 återvände Aganovic till Mjällby, där det blev 18 matcher i Superettan.
I februari 2016 värvades Aganovic av irländska Galway United, där han skrev på ett ettårskontrakt. Aganovic spelade 18 matcher och gjorde ett mål i den irländska högstaligan 2016. I februari 2017 värvades han av norska Raufoss. Aganovic spelade 17 matcher och gjorde fem mål i den norska tredjedivisionen 2017. I november 2017 återvände han till Irland för spel i Derry City. Det blev endast två matcher och ett mål i Derry för Aganovic som inte blev långvarig i klubben.
I april 2018 blev Aganovic klar för en återkomst i Kristianstad FC. Det blev fyra gjorda mål på 28 matcher i Division 1 Södra 2018 för Aganovic som även blev utsedd till lagkapten under säsongen. Säsongen 2019 spelade han 26 matcher och gjorde tre mål, vilket dock inte hjälpte Kristianstad som blev nedflyttade.
I november 2019 värvades Aganovic av FK Karlskrona. Inför säsongen 2021 värvades han av Nosaby IF. I januari 2024 blev Aganovic klar för en återkomst i Kristianstad FC.